# Júlio César Jacobi
Júlio César Jacobi (Guaramirim, 2 settembre 1986) è un calciatore brasiliano, portiere dell'Itabirito.

## Carriera
Inizia la sua carriera professionistica nelle file del Botafogo nel 2006 e in due anni colleziona poche presenze. Si trasferisce poi al Belenenses nel 2008, e l'anno successivo viene notato e ingaggiato dal Benfica. Nel 2011 viene ceduto in prestito al Granada per un anno; a fine prestito ritorna al Benfica.

## Palmarès

### Club

#### Competizioni nazionali
- Coppa di Lega portoghese: 1

Benfica: 2009-2010
- Campionato portoghese: 1

Benfica: 2009-2010

#### Competizioni statali
- Recopa Mineira: 1

Athletic: 2022